# Каррингтон, Майкл
Майкл Каррингтон (англ. Michael Carrington) — фигурист из Великобритании, бронзовый призёр чемпионата Европы 1952 года, двукратный чемпион  Великобритании в мужском одиночном катании.

## Спортивные достижения

### Мужчины
| Соревнования/Сезоны       | 1949 | 1950 | 1951 | 1952 |
| ------------------------- | ---- | ---- | ---- | ---- |
| Чемпионаты мира           |      | 6    | 8    |      |
| Чемпионаты Европы         |      |      | 4    | 3    |
| Чемпионаты Великобритании | 1    | 1    |      |      |